# Gnome et Rhône 14N
Le Gnome et Rhône 14N était un moteur aéronautique à pistons refroidi par air, à 14 cylindres en double étoile, conçu et produit par le motoriste français Gnome et Rhône. Il était une évolution du Gnome et Rhône 14K développé pendant l'entre-deux-guerres. Il a équipé de nombreux avions français et étrangers durant la Seconde Guerre mondiale.

## Conception initiale
Malgré l'incontestable succès commercial que fut le Gnome et Rhône 14K, sa mise en service, notamment dans l'armée de l'air française, mit en évidence le manque de fiabilité de ce moteur. Les principales critiques portaient sur l’irrégularité des performances, le refroidissement et l’endurance. Le motoriste entreprit donc une amélioration du design de son 14 cylindres.
Un type intermédiaire portant la désignation Gnome et Rhône 14L n'a pas laissé de traces dans la documentation nationale, et n'est connu qu'à travers une source américaine. Il s'agissait d'une version à course augmentée du 14K : 185 mm contre 165, ce qui portait la cylindrée à 43,36 litres, soit 12 % de plus que le moteur d'origine. Avec un taux de compression de 6,1 à 1 (déjà utilisé pour certains modèles expérimentaux du 14K), il était réputé donner 1 000 ch à 4 000 m. Le changement de « famille », de K à L, laisse supposer que ce moteur bénéficiait des améliorations dévoilées sur le Gnome et Rhône 18L beaucoup mieux connu : renforcement des pièces soumises à contraintes (pistons, soupapes, embiellage et vilebrequin), nouveaux dessins des ensembles cylindre/culasse avec passages de gaz optimisés et surfaces de refroidissement augmentées de 39 %. Le système d'étanchéité du compresseur (empêchant le lubrifiant des paliers de passer dans l'admission) était également modifié, des segments remplaçant les bagues à chicanes antérieures. Enfin, une circulation d’huile était prévue pour les culbuteurs des cylindres supérieurs, en lieu et place de la « graisse consistante » des modèles précédents. 
Toutefois, le 14L resta sans lendemain et le motoriste revint à la course de 165 mm pour une nouvelle version, qui intégrait tous les perfectionnements de la série L, mais restait rattachée à la série K par sa cylindrée. Le rapport volumétrique était celui du 14L, soit 6,1 à 1. Le carburateur Zénith-Stromberg ou Bronzavia recevait un contrôle altimétrique automatique ainsi qu’un limiteur d’admission débrayable. 
Dévoilée comme en « cours d'homologation » sous le nom de 14N-0 dès le printemps 1936, cette évolution majeure fut aussi connue dans un premier temps comme le « 14K modèle 1937 », renforçant l'oubli du 14L. Après sa présentation au salon de l'aviation de 1936, la fabrication en série fut immédiatement lancée, et le nouveau moteur adopté rapidement pour de nombreux modèles d'avions, pendant que le 14K disparaissait des catalogues du motoriste. 
Ainsi, le 14N reprenait fondamentalement l’architecture du 14K et certains modèles des premières séries étaient d’ailleurs des 14K modifiés en sortie d’usine ou en atelier. Les différents types commercialisés furent : 
- 14N 0/1 : modèle initial, issu du 14K – Rouet du compresseur diamètre 294 mm, entraîné à 8,94 fois la vitesse du vilebrequin - 890 ch en surcharge au décollage et 940 ch rétablis à 3 900 m. – Les versions 14N 6/7 ont les mêmes performances mais avec une hélice en prise directe, pendant que tous les autres modèles sont équipés d’un réducteur à pignons coniques type Farman, de rapport 2/3.

- 14N 2/3 : Identique au 14N 0/1 mais compresseur de multiplication 6,40 – 1 050 ch en surcharge au décollage et 1 010 ch à 1 520 m.

- 14N 10/11, 14N 14/15 et 14N 34/35 : issus de la transformation de modèles 14Kirs/Kjrs, ce qui leur vaut un taux de compression limité à 5,5:1, et un compresseur de diamètre 280 mm entraîné à 8,52 fois le régime moteur. Les trois modèles donnent 910 ch en surcharge au décollage et 900 ch rétablis à 3 000 m, ils ne différent que par certains accessoires.

- 14N 16/17 : comme 14 N 2/3, mais version civile avec compresseur de diamètre 280 mm de rapport 6,40. Donne 935 ch en surcharge au décollage et rétablit 900 ch à 1 760 m.

- 14N 18/19 : Amélioration des 14N 10/11 par montage de pistons à haute compression (6,1:1)

- 14N 4/5 et 14N 30/31 Amélioration des premiers 14N par montage de pistons à plus haute compression (6,8:1), taux que l'on retrouvera sur les ultimes séries. Ces deux moteurs ne différent que par le rapport de réducteur d'hélice.

Suivant la nomenclature en vigueur à la fin des années 1930 en France, les moteurs à indice pair étaient dits « négatifs » et ceux impairs « positifs ». Un moteur positif tournait dans le sens des aiguilles d’une montre pour un observateur placé devant lui. En conséquence, les 14 N 0 et 14 N 1 ne différaient que par leur sens de rotation, ce qui impliquait qu’un certain nombre de pièces n’étaient pas interchangeables entre eux (plateau à cames, boîtier d’admission et couvercle arrière essentiellement).

## Développement ultérieur

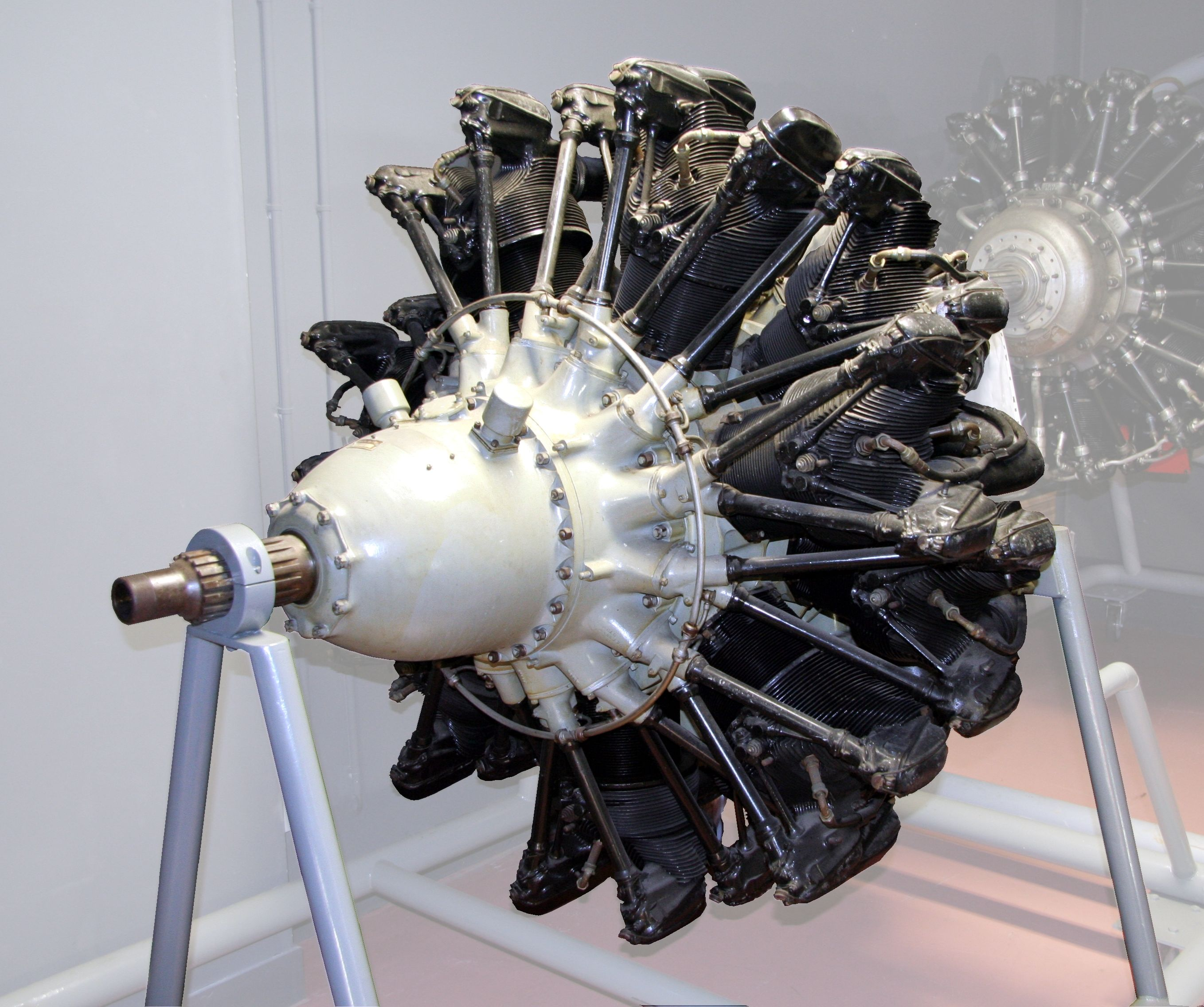
Gnome et Rhône 14N 49 (Musée de l'air et de l'espace)

En 1938, des évolutions de la famille 14N étaient présentées, qui furent les premières à passer avec succès les nouvelles normes d'homologation des Services techniques français, plus contraignantes que les précédentes. Le refroidissement était encore augmenté par l’utilisation de culasses à ailettage renforcé (35 dm2 par litre de cylindrée), pendant que l’adoption de pistons bombés faisait passer le taux de compression à 6,8:1. Des améliorations mineures intéressaient aussi l’assemblage des culasses, vissées dorénavant sans frette via un filetage « artillerie » (filetage à profil carré supprimant les contraintes radiales) ainsi que la distribution dotée de cames à profil amélioré et de nouveaux culbuteurs. Le graissage était aussi revu : la circulation d’huile intéressait désormais toute la distribution et son débit était purement et simplement doublé (1 950 litres par heure), s’accompagnant d’un système d’injection supplémentaire pour les départs à froid, pendant que l'on revenait aux bagues à chicanes du 14K pour l'étanchéité du compresseur. L’ensemble de ces modifications permettait enfin de dépasser franchement le cap des 1 000 ch :
- 14N 20/21 et 14N 38/39 : compresseur de diamètre 294 mm, tournant à 8,94 fois la vitesse du moteur. Coussinets d’embiellage en bronze au plomb - 1 135 ch en surcharge au décollage, 1 020 ch rétablis à 4 000 m. Les deux modèles ne diffèrent que par l’adaptateur d’hélice, laquelle est toujours entraînée via un réducteur type Farman, de rapport 2/3.

- 14N 24/25 : type intermédiaire entre les anciennes et nouvelles séries, embiellage sur régule mais pas de graissage renforcé, segmentation particulière. Compresseur de diamètre 294 mm, tournant à 8,94 fois la vitesse du moteur. Donne 1 120 ch en surcharge au décollage, 1 000 ch rétablis à 3 600 m.

- 14N 48/49 : comme les 38/39, mais coussinets d’embiellage régulés - 1 180 ch en surcharge au décollage, 1 070 ch rétablis à 3 700 m. En surcharge (limiteurs d’admission débrayés), ces moteurs donnaient pour une courte période 1 300 ch à 2 150 m.

Au salon de 1938, le motoriste présenta un ultime développement de la série, le 14N 50 « dont les essais secrets se poursuivent encore ». C’était en fait une refonte majeure où l'on retrouvait certaines caractéristiques de la série 14P, régulièrement annoncé mais abandonné après la construction de quelques prototypes, tels que nouveaux carters, embiellage à palier central, compresseur à sept sorties avec pipes dédoublées, renforcements multiples, et augmentation de l'ailettage qui passait à 69,4 dm² de surface au litre. On notait enfin et surtout un compresseur à deux vitesses. Ce moteur, donné pour 1 400 ch au décollage et 1 300 ch à 1 500 m (1re vitesse) et 1 200 ch à 4 000 m (2e vitesse), fut rapidement rebaptisé 14R. Le 14R équipa quelques prototypes de 1940 (LeO 455, Loire-Nieuport LN 10, Bloch MB 157, Amiot 355), mais ne fut pas construit en série avant la fin de la Seconde Guerre mondiale, car interdit par la convention d'armistice. Donnant plus de 1 300 ch lors de sa présentation, il était prévu qu'il atteigne à terme les 1 700 ch.
Sous l’Occupation, la production du 14N se poursuivit au profit de l'armée de l'air de Vichy, pour équiper les séries permises par la commission d'armistice (Lioré et Olivier LeO 451), et au profit des Allemands qui en firent le moteur du Messerschmitt Me 323 Gigant. 
Au sortir de la Seconde Guerre mondiale, la Snecma qui avait succédé à Gnome et Rhône tenta de remettre en fabrication des versions actualisées des 14N (identifiés comme Snecma 14N 54/55, 66/67, 68/69 et 70/71) et 14R ; ce fut un échec complet en raison de l’impossibilité de hisser ces moteurs de conception ancienne aux standards de fiabilité et de performances alors en vigueur. La production totale, de 1946 à 1954, ne dépassa pas 500 14N et 500 14R. Les tentatives pour créer de nouvelles évolutions basées sur les dessins d’avant-guerre – le 14U issu du 14R, ou les 14S et 14X issus du 14M - se soldèrent également par des échecs. Comme pour Gnôme et Rhône en 1922, le sauveur de la Snecma fut encore le britannique Bristol, à qui fut achetée la licence de l’excellent Hercules.

## Licences
Après le durcissement des relations internationales en 1938, le 14N fut classé « matériel secret » et interdit à l'exportation, ainsi que sa licence. Mais les nombreux licenciés du 14K firent plus ou moins profiter leurs fabrications de quelques-unes des évolutions de la série. Une seule licence du 14N fut vendue, à la firme anglaise Alvis, en même temps que celles des 14M et 18L. La version anglaise du 14N  différait de celle d’origine par l’adaptation des matériaux et filetages aux normes britanniques et surtout par une modification du boîtier d’admission qui ne comportait plus que sept sorties recevant des pipes dédoublées (disposition adoptée par les 14M, 18L et 14R). Baptisé Alvis Pelides (en), le moteur fut présenté à la presse anglaise en 1936 et homologué l’année suivante. Mais il resta, comme les deux autres, un échec commercial et ne fut jamais monté sur avion,. Néanmoins, avec l'Alvis Leonides qui s'appuyait sur une intrapolation du 14M, l'industriel anglais sut transformer cet échec en un réel succès technique et commercial (voir la notice du Gnome et Rhône 14M).
Au Japon, la firme Mitsubishi qui avait acquis en 1935 la licence du Gnome-Rhône 14K, ne le mit pas en production, mais resta attentive aux progrès du motoriste français, pour finalement utiliser nombre des caractéristiques des 14K et 14N dans son Kinsei. Expertisé dès 1942 par les ingénieurs américains de Wright, ce moteur fut reconnu comme un « mixage » des solutions étrangères les plus éprouvées et les plus adaptées aux possibilités industrielles du Japon. Il devait à Gnome et Rhône son carter central monobloc en alliage léger forgé, ses cylindres aux soupapes peu écartées et aussi finement ailettés que le 14N (mais sans le dispositif compensateur de dilatation), ainsi que la distribution entièrement à l’avant sous carter séparé. À ses débuts, le moteur utilisait comme les 14K et 14N un vilebrequin dépourvu de palier central et d’équilibrage dynamique, mais ces deux caractéristiques furent intégrées dans les dernières versions du Kinsei.

## Description

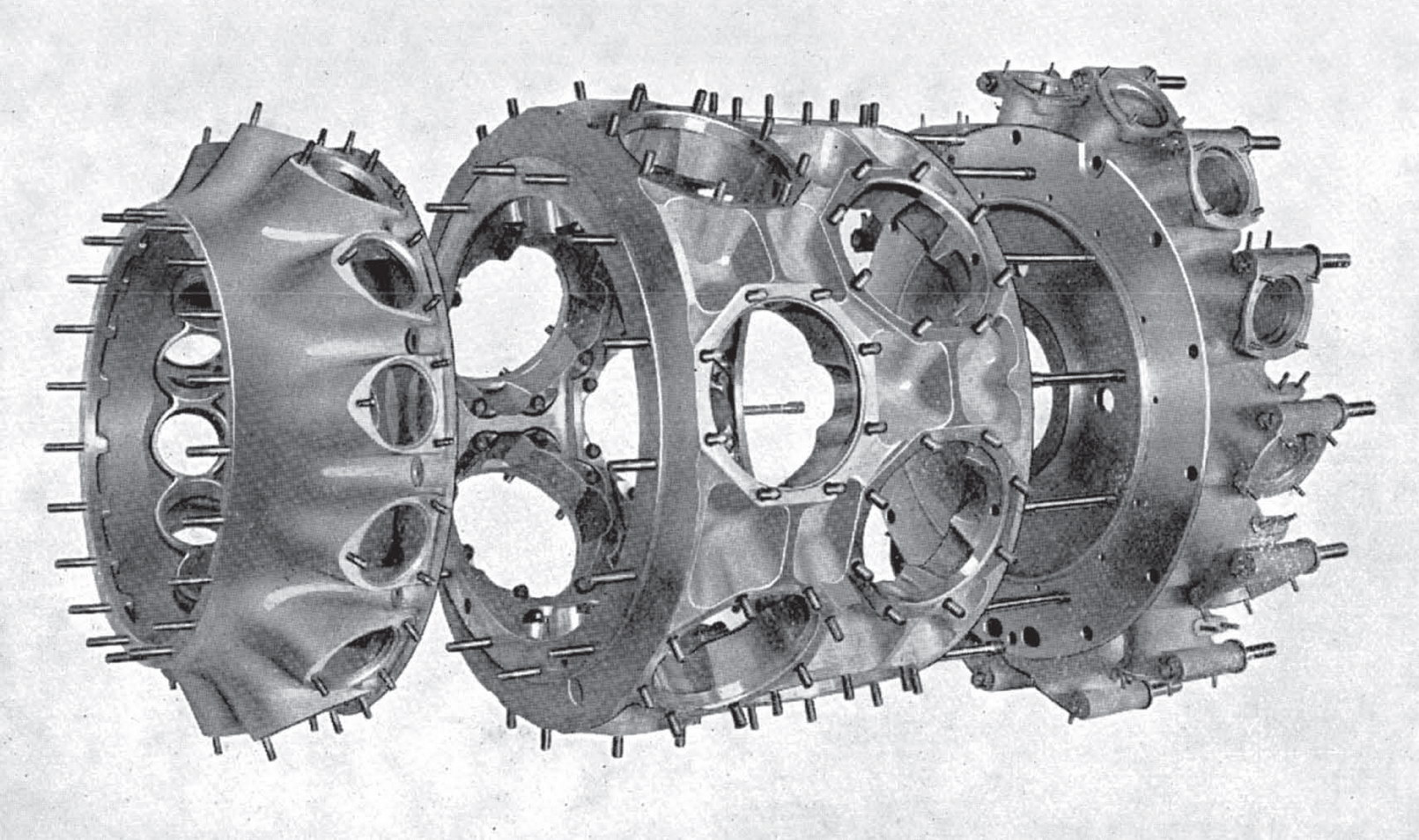
Carters des Gnome et Rhône 14K / 14N

En dehors des modifications signalées plus haut, la conception du 14N était semblable à celle du Gnome et Rhône 14K. 

## Approche critique
Le Gnome et Rhône 14N fut le dernier « grand » moteur français avant le second conflit mondial. Depuis les premières séries du 14K dont il était issu, la puissance et la fiabilité avaient fait de réels progrès, mais l’une et l’autre restèrent en deçà de ce que produisait l’étranger en 1940. Il manquait au design des dispositions adoptées en Angleterre et aux États-Unis telles que le palier central, l’équilibrage dynamique du vilebrequin, et surtout un compresseur à deux vitesses. Néanmoins, le motoriste conservait une relative réputation. Dans une interview de 1973, l’ingénieur Jacques Lecarme disait « (en 1940), nous n’avons pas eu de bons moteurs, les moins mauvais étaient les Gnome et Rhône ». Et à la même époque, les anciens du Centre d'essais du matériel aérien (CEMA) raillaient la production du seul concurrent français de Gnome et Rhône, la firme Hispano-Suiza, dont les moteurs auraient dû leur réputation « au bel émail noir de leurs cylindres ».
Lorsque Alvis voulut acquérir la licence des 14N, 14M et 18L, le directeur du développement et de la production des moteurs au Ministère de la production aéronautique britannique, George Purvis Bulman, écrivit : « The Gnome & Rhône engines were good, but not better than our own Bristols, and under the licence agreement Alvis were naturally limited to types already established whilst engines undergoing development with potential for the future were excluded. » Toutefois, cette dernière assertion est contredite par la revue Flight, qui écrivait en 1937 à propos de la licence : « the agrement not only includes the benefit of past and present knowledge, but also of future development ».

## Applications
| - Amiot 150 BE - Amiot 351 - Amiot 354 - Bloch MB.131 - Bloch MB.151 - Bloch MB.152 - Bloch MB.155 - Bloch MB.170 - Bloch MB.174 - Bloch MB.175 - Bloch MB.210 - Bloch MB.220 | - Breguet 730 - Breguet 891R Mars (2 × 14R) - Farman F.222 - Latécoère 611 - Lioré et Olivier LeO 451 - LWS-3 Mewa - SNCASE SE.161 Languedoc - Dornier Do 17K - LACAB GR 8 - Renard R-32 | - Breda Ba.65 - Breda Ba.88 - Savoia-Marchetti SM.79B - Savoia-Marchetti SM.84 - Savoia-Marchetti SM.88 - Messerschmitt Me 323 Gigant - Koolhoven F.K.58 - PZL P.24 - PZL.43 Czajka - PZL.46 Sum - PZL.37 Łoś |

## Caractéristiques
Caractéristiques générales
- Type : moteur à pistons à refroidissement par air - 14 cylindres en double étoile
- Alésage : 146 mm
- Course  : 165 mm
- Cylindrée : 38,67 l
- Longueur : 1,48 m
- Diamètre : 1,29 m
- Masse à sec : 620 kg

Composants
- Système de distribution : une soupape d'admission et une soupape d'échappement refroidie au sodium par cylindre
- Compresseur : compresseur centrifuge, un seul étage, une seule vitesse
- Système d'alimentation : carburateur Stromberg ou Bronzavia
- Carburant : essence à 87 d'indice d'octane
- Système de refroidissement : par air

Performances
- Puissance développée (modèle 48/49) :
  - 868 kW (1 180 ch) à 2 650 tr/min lors du décollage
  - 728 kW (980 ch) à 2 400 tr/min au niveau de la mer
  - 780 kW (1 070 ch) à 2 400 tr/min à 3 800 m d'altitude
- Puissance spécifique : 22,45 kW/l
- Taux de compression : 6,8:1
- Puissance massique : 1,4 kW/kg